# 1917年—1923年革命
1917年到1923年間全球各地爆發了各種起義與革命，大量国家陷入政治動蕩之中，这些起义和革命又大多受俄國革命以及第一次世界大戰結束後歐洲爆發的各種混乱影響。大部分起义與革命帶有社會主義或反殖民主義性質；雖說如此，許多社會主義起義和革命卻沒有得以在該國建立長久的社會主義政權。革命对塑造未来的欧洲政治格局产生了持久且重要的影響，例如，德皇威廉二世便在革命之中被推翻。
第一次世界大戰爆發後，各個列強爲了應付戰爭而動員了數百萬人參加進這場戰爭之中，而在第一次世界大戰末期，各國均陷入了不斷的政治動蕩之中。而政治动荡之中又孕育着革命：許多兵變和罷工頻頻發生。1917年俄國爆發的二月革命推翻了俄羅斯沙皇尼古拉二世，隨後又爆發了十月革命，最終演變成了導致數百萬人死亡的俄國內戰。1917年，法軍士兵在國內愈來愈多的罷工及俄國二月革命的消息的驱使下发生譁變，拒絕前往戰場；在保加利亞，沙皇斐迪南一世被迫下退位。奧匈帝國愈來愈多的兵變和罷工最終導致哈布斯堡王朝统治的崩潰。1918年11月，德國爆發十一月革命，最終推翻君主制，建立共和國。意大利也爆發了許多罷工。而土耳其也剛剛從獨立戰爭之中獲勝。與此同時，在世界各地，因受俄國革命之影響，起義和各種革命也在世界各地涌現。
德國歷史學家恩斯特·諾爾特认为，资本主义对第一次世界大战后出现的種種政治危机的反應造成了欧洲法西斯主义的興起。

## 欧洲

### 俄國

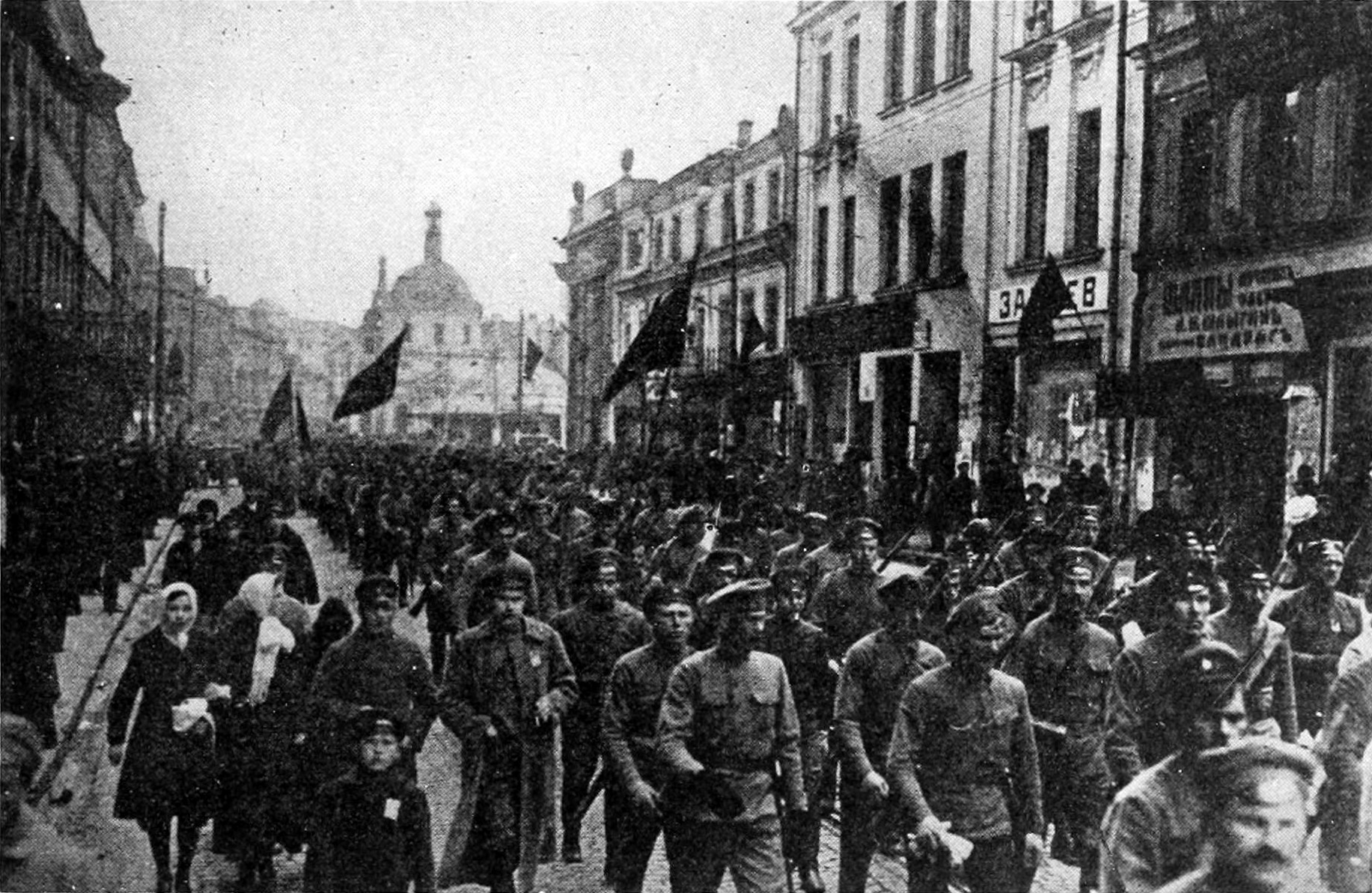
十月革命（1917年，俄國莫斯科）

在饱受战争摧残的俄國，由資產階級所領導的二月革命推翻了沙皇尼古拉二世；然而，俄國在二月革命後陷入了一段更爲混亂的時期，布爾什維克在随后的十月革命之中奪取了政權，隨後其籤署《布列斯特-立陶夫斯克条约》以領土讓步換取和平，並與白軍，以及協約國的武裝幹涉之幹涉軍作戰。各種反對布爾什維克的力量團結在一起反對布爾什維克，較著名的爲俄國白軍與綠軍。俄國革命後，許多東歐和中亞的民族國家相繼獲得獨立，無政府主義者也借其中引發諸如坦波夫起义等起義。
1921年，運輸系統和市场的崩溃，以及飢餓的情景於俄國隨處可見，就连苏维埃內部的反對派都被迫起義，喀琅施塔得起义便是個例子。盡管如此，反對布尔什维克的力量是不协调的，是缺乏組織的；而紅軍也借此擊敗他們，並掌控了全國的控制權。種種起義與波蘇戰爭失敗之因素，最終導致了世界革命之失敗，而其失敗又令布爾什維克轉向建設一國社會主義。列寧爲此，与英国、德国等歐洲列強重建貿易關系。
1921年新頒布的新經濟政策甚至引入了一小部分的資本主義因素。在這場革命與反革命的鬥爭之中，布爾什維克最終勝利，而苏联也最終于1922年正式成立。

### 匈牙利
第一次世界大战末期，随着哈布斯堡帝国的崩溃以及协约国的进攻和俄国十月革命成功消息传来，激发了匈牙利革命工人之革命斗志。在匈牙利独立后，新上任的资产阶级政府无力应对革命以及协约国的最后通牒，最终，社会民主党代表同意释放监狱中的共产党人代表，而匈牙利共产党与社会民主党谈判要求建立苏维埃共和国，建立红军、没收地主土地等，两党最终合并成匈牙利工人党，匈牙利革命大势已定。
1919年3月21日，人民委员会议通过并建立匈牙利苏维埃共和国，匈牙利的苏维埃共和国的建立没有遇到资产阶级的反抗。4月4日，协约国代表团要求匈牙利苏维埃共和国将维克斯照会所提出的地区划给协约国，而匈牙利苏维埃共和国同时拒绝协约国的最后通牒，尽管匈牙利苏维埃政府依旧期望继续谈判，但协约国却终止了谈判，其后协约国便开始为干涉镇压匈牙利革命做足准备。4月16日，按照协约国的指示，罗马尼亚进攻匈牙利，与他一并的还有捷克斯洛伐克、南斯拉夫与法国的军队。匈牙利苏维埃政府奋起反击，不仅收复了失地，而且深入捷克斯洛伐克境内追击干涉军，并在捷克斯洛伐克的科希策建立了斯洛伐克苏维埃共和国。但七月，协约国集中了优势兵力向匈牙利反攻，匈牙利红军无力抵抗，一些社会民主党人也开始向协约国投降、妥协。8月1日，苏维埃政府辞职，匈牙利苏维埃共和国覆灭。

### 愛爾蘭
愛爾蘭當時屬於英國的一部分，1916年的愛爾蘭所爆發的復活節起義最終演變成了追求愛爾蘭獨立建立共和國的爱尔兰独立战争；而這些起義與獨立戰爭又剛好与全球範圍內爆發的第一次共产主义革命浪潮处于同一历史时期。
当时的爱尔兰共和运动主要组成部分由或多或少带有民族主义和民粹主义色彩的激进共和主义者所组成；并且其也帶有些左翼立场，如社会主义和共产主义，但它終究不是共产主义。不过，爱尔兰和苏俄因在反对大英帝国立場上一致，因此雙方建立了贸易关系。然而，英国历史学家E.H.卡尔后来指出，「双方都没有非常认真地对待谈判。」爱尔兰共和国和蘇俄後來都是被排除在巴黎和会之外的被排斥的國家。
獨立戰爭的最終结果是，雙方簽訂《英愛條約》；1922年，爱尔兰自由邦成立，雙方停火。

### 希臘
共和主義者與君主主義者之鬥爭成為希臘一戰前後政治動盪之核心原因。在一戰爆发前的前幾年里，希腊以民族主义和种族隔离为由参加了巴尔干战争。
世界大戰爆發後，共和主義者與君主主義者爆發激烈衝突。左翼方面，由埃莱夫特里奥斯·维尼泽洛斯领导的维尼泽洛斯派是為自由主义、共和主义、进步主义和民族主义；而其在外交政策上親法国和英国，并在法蘭西第三共和国的激进派和英国首相勞合·乔治的影响下寻求推進民主改革。右翼方面，君主主义者是保守的、親教会的和传统的；其在外交政策上親德国，并支持国王在政治事務中發揮更大作用。
1919年至1922年期间，希腊和土耳其开战，以利用奥斯曼帝国的解体之时机，借机收复希腊族人所居住的领土。希腊在杜姆卢珀纳尔战役災難性的戰敗後，嚴重衝擊了君主主義者和保守主義者之體制。
1922年的军队哗变和起义又導致了共和派军官發起军事政变，随后，1923年，希臘國王康斯坦丁一世被迫退位。1924年共和派废除了君主制并建立希腊第二共和国；政治動盪貫徹整個戰間期。1925年，潘加洛斯将军發動军事政变，後被任命为独裁者。1935年，君主制在一场军事政变被复辟。

### 西班牙
尽管西班牙在世界大戰之中保持中立，但也受到激进的共和主义和保守的君主主义之间的鬥爭所引發的政治動盪所影響。1874年的波旁復辟，其憲法創建了一个议会制政體，但却为一个保守的轮换政體，而來自民众阶层的代表少有參與体制的运作，其这套轮换体制也令君主在政治事務中發揮重大作用。1917年，激进的共和主义者、社会主义者和心怀不满的軍隊军官组成联盟试图进行民主化革命，但很快就失败了。
然而，战后，君主制的反对者越来越多，因为當時国际环境有利于共和主义或民主化的制度变革，而君主制又被证明无法解决世界大戰後所带来的一系列挑战，特别是战后的经济萧条以及殖民地叛亂。罢工运动在1919年至1923年间激增，特别是导致了巴塞罗那等城市的工人和雇主运动之间的准军事冲突升级。
同时，1920年，里夫戰爭爆發，以期望维持其對殖民帝国最后残余部分殖民地之控制；然而最终卻於1922年一次戰役中慘敗，使君主制最终失去任何信誉與支持。
屡次选举都没能在议会中为任何一个建制党派獲得其議會多數，以解决政治危机。面对社会动荡和輪換体制瘫痪，米格爾·普里莫·德·里維拉将军發動政變，其後其被国王阿方索十三世任命为獨裁者。1916年-22年期間的革命和民主化运动被一个军事独裁政权的建立所阻挡，而该軍事獨裁政权一直持续到1931年的第二共和国為止。

## 美洲

### 墨西哥
墨西哥所遭遇的情况与西班牙相仿，由于埃米利亚诺·萨帕塔和潘乔·比利亚领导的较激进势力在1915年输给了较保守的“索诺兰寡头”及其立宪军，革命逐步演变成了内斗，而最后一批成组织的反革命分子费利克斯派在1920年就停止了反抗。在革命军的阿尔瓦罗·奥夫雷贡将军靠着收买及暗杀掌握权力后，内斗一度有所缓解。但在随后的十年里，奥布雷贡和其他几名革命军重要人物被暗杀，军事政变的企图流产，以及反对政府迫害天主教徒的大规模传统主义起义及其引发的基督战争，再度将这个国家拖入混乱之中。

## 亚洲

### 伊拉克
随着一战以协约国的胜利而结束，英国因此得以委任统治伊拉克。1920年5月，因对英国委任统治的不满，巴格达原先爆发的群众示威规模愈加扩大。逊尼派和什叶派甚至为此罕见的联合起来了，他们一齐在清真寺举行大型示威集会，这表明伊拉克社会上的主要的两个教派是可以联合的。 15名伊拉克代表被提名向英国官员陈述伊拉克因独立的理由。代理民政专员阿诺德·威尔逊（Arnold Wilson）认为他们的要求不切实际。
1920年6月底伊拉克爆发武装起义。Ayatollah al-Shirazi颁布了一项法特瓦：“伊拉克人有责任要求本属于他们的权利。而在要求权利的过程中，他们应该维护和平与秩序。但若英国人阻止他们获得本属于自己的权利，那么他们因用防御性武力捍卫之。”而这似乎又是在鼓励民众们武装起义。英国当局曾试图通过逮捕Zawalim部落酋长进行反击。但后来，一支由部落战士组成的武装队伍冲进监狱，将其释放。
由于幼发拉底河中游地区的英国驻军较当地武装部落较多，因此起义很快就有了势头。7月下旬，叛军控制了幼发拉底河中游地区的大部分地区。部落叛军在当地的获得胜利而得以使起义范围蔓延到幼发拉底河下游和整个巴格达。
革命在伊拉克全国范围内得到响应，城市里出现了阿拉伯民族主义的旗帜并逐渐向周围城市蔓延。起义爆发后，无论逊尼派和什叶派之间，还是城市与农村的人民之间、幼发拉底河流域的各个部落之间都团结起来了。英国人对起义进行了残酷的镇压，皇家空军和重型火炮，而在打击部落军队时，甚至为此动用了芥子气。
最终起义虽被英国镇压，但阿诺德·威尔逊的“直接统治”伊拉克之政策也就此破灭。不久，考科思接替其任伊拉克高级专员，其推翻威尔逊政策并成立了一个过渡政府，并为接下来的王国打下基础。

### 蒙古
1921年2月，白俄軍隊驅逐北洋軍閥，恢復了蒙古的自治，3月蒙古人民黨成立並解放南恰克圖。7月“人民革命政府”解放外蒙古全境。11月恢復獨立的大蒙古國與蘇維埃俄國簽署友好條約，正式建立外交關係。

## 衝突列表

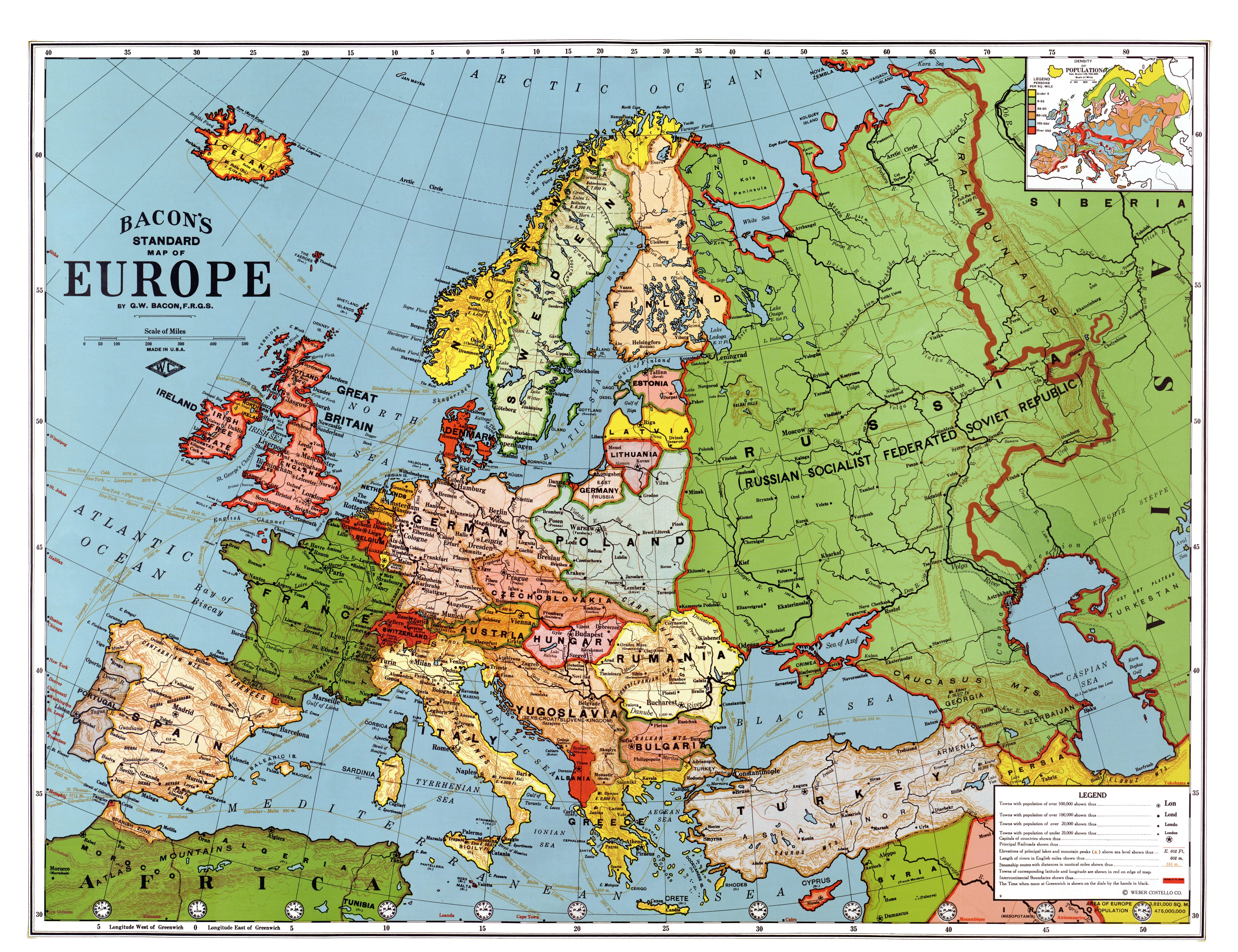
1917－1923年革命浪潮後的歐洲地圖

### 1917年—1924年的共產主義革命
- 俄國革命（1917年）
  - 蘇維埃俄國
  - 烏克蘭蘇維埃共和國（1918年）
  - 烏克蘭蘇維埃社會主義共和國（1919年）
  - 立陶宛-白俄羅斯蘇維埃社會主義共和國
  - 立陶宛苏维埃社会主义共和国 (1918年—1919年)
  - 拉脫維亞社會主義蘇維埃共和國
  - 愛沙尼亞勞動人民公社
  - 芬蘭社會主義工人共和國

### 左翼反苏起义
- 左翼社會革命黨起義（1918年）
- 反對布爾什維克的左翼起義（1918年–1922年）
- 乌克兰革命起义军（1920年–1922年）
- 坦波夫起义（1920年–1921年）
- 喀琅施塔得起义（1921年）
- 八月起义（1924年）

### 1917年—1921年反苏的反革命
- 俄国白军（1917年–1923年）
- 烏克蘭人民共和國（1917年-1921年）
- 庫班人民共和國（1918年–1920年）
- 北高加索山区共和国（1917年–1920年）
- 喬治亞民主共和國（1918年–1921年）
- 亞美尼亞民主共和國（1918年–1920年）
- 亚美尼亚山地共和国（1921年）
- 亞塞拜然民主共和國（1918年–1920年）
- 普雷克穆列共和国（英语：Republic of Prekmurje）（1919年）
- 保加利亚1923年政变
- 西班牙1923年军事政变

### 1918年—1919年苏维埃的反反革命
- 俄国内战（1917年–1923年）
- 红色恐怖（1918年）
- 波苏战争（1919年–1921年）

### 扩展阅读
- Gerwarth, Robert. "The central European counter-revolution: Paramilitary violence in Germany, Austria and Hungary after the great war." Past & Present 200.1 (2008): 175-209. online （页面存档备份，存于）
- 羅伯特·格瓦特. . 由朱任东翻译. 译林出版社. 2017-10. ISBN 9787544769471 （中文（简体））.